# 湯澤規子
湯澤 規子（ゆざわ のりこ、1974年 - ）は、日本史学者、法政大学教授。専攻分野は人文地理学、地域経済学、農村社会学、地域史・産業史。

## 人物・来歴
大阪府生まれ。1997年筑波大学人文・文化学群史学類卒、2003年同大学院歴史・人類学研究科単位取得満期退学。
2004年「結城紬生産地域における家族の役割とその変化 ライフヒストリーからみた暮らしの論理と紬生産」で文学博士。
2005年明治大学経営学部専任講師、2009年筑波大学生命環境系助教、2011年准教授、2019年法政大学人間環境学部教授。「生きる」をテーマに地理学、歴史学、経済学の視点から、当たり前の日常を問い直すフィールドワークを重ねている。
2009年『在来産業と家族の地域史――ライフヒストリーからみた小規模家族経営と結城紬生産』で経済地理学会著作賞、地理空間会学術賞、日本農業史学会学会賞、2018年『胃袋の近代――食と人びとの日常史』で生協総研賞、人文地理学会学会賞受賞。

## 著書
- 『在来産業と家族の地域史 ライフヒストリーからみた小規模家族経営と結城紬生産』古今書院, 2009.1
- 『胃袋の近代 食と人びとの日常史』名古屋大学出版会, 2018.6
- 『7袋のポテトチップス 食べるを語る、胃袋の戦後史』晶文社, 2019.3
- 『ウンコはどこから来て、どこへ行くのか 人糞地理学ことはじめ』ちくま新書 2020.10
- 『食べものがたりのすすめ 「食」から広がるワークショップ入門』 (かんがえるタネ) 農山漁村文化協会, 2022.4
- 『ウン小話 世界一たのしくてまじめでちょっとクサい授業』金井真紀 絵. ホーム社, 2022.6

編著
- 『うんこでつながる世界とわたし』全3巻 編, 石井聖岳 絵. 農山漁村文化協会, 2021-22

## 論文
- <湯澤規子